# Ctenocompa aphanodes
Ctenocompa aphanodes är en fjärilsart som beskrevs av Edward Meyrick 1919. Ctenocompa aphanodes ingår i släktet Ctenocompa och familjen säckspinnare. Inga underarter finns listade i Catalogue of Life.